# Ladson
Ladson es un lugar designado por el censo ubicado en el condado de Berkeley y Charleston y condado de Dorchester, en el estado estadounidense de Carolina del Sur. La localidad en el año 2000 tiene una población de 13.264 habitantes en una superficie de 22.3 km², con una densidad poblacional de 594.9 personas por km². 

## Geografía
Ladson se encuentra ubicado en las coordenadas 33°0′34″N 80°6′20″O / 33.00944, -80.10556. Según la Oficina del Censo, el pueblo tiene un área total de 22,3 km² (8,6 mi²), de la cual 22,3 km² (8,6 mi²) es tierra y 0 km² (0 mi²) (0.0%) es agua.

### Localidades adyacentes
El siguiente diagrama muestra a las localidades en un radio de 16 kilómetros (9,9 mi) de Ladson.

## Demografía
En el 2000 la renta per cápita promedia del hogar era de $41.589, y el ingreso promedio para una familia era de $44.796. El ingreso per cápita para la localidad era de $16.482. En 2000 los hombres tenían un ingreso per cápita de $31.290 contra $23.524 para las mujeres. Alrededor del 9.80% de la población estaba bajo el umbral de pobreza nacional. 